# Jeff Halper
Jeff Halper (Hibbing, Minnesota, 1946 ) é um antropólogo israelense, de origem norte-americana, escritor, conferencista, ativista político, cofundador e  coordenador do Comitê Israelense contra a Demolição de Casas (Israeli Committee Against House Demolitions, ICAHD). Em  1997, Halper foi um dos criadores do ICAHD, entidade de oposição e resistência à política israelense de demolição dos lares palestinos dos  territórios ocupados por Israel. O ICADH também organiza israelenses, palestinos e voluntários internacionais para, juntos, reconstruírem as casas demolidas.
Halper criou um novo tipo de ativismo em Israel, baseado na ação direta não violenta e na desobediência civil nos Territórios Ocupados.
Em 2006, a American Friends Service Committee, organização ligada aos quakers, indicou Jeff Halper (juntamente com o intelectual e ativista palestino Ghassan Andoni)  para o Prêmio Nobel da Paz,  por seu trabalho "em prol da libertação dos palestinos e dos israelenses do jugo da violência estrutural" e "pela construção da igualdade entre esses povos, mediante o mútuo reconhecimento e a celebração de sua humanidade comum".
Halper escreveu vários livros sobre o conflito israelo-palestino e frequentemente se pronuncia sobre a política israelense, defendendo estratégias não violentas para resolver o conflito entre palestinos e israelenses.

## Livros publicados
- An Israeli in Palestine: Resisting Dispossession, Redeeming Israel, Pluto Press, 2008, ISBN 978-0745322261
- Between Redemption and Revival: The Jewish Yishuv in Jerusalem in the Nineteenth Century, Westview, 1991, ISBN 978-0813378558

## Alguns artigos publicados
- "Rethinking Israel After 60 Years", Counterpunch.org, 15 de maio de 2008.
- "When the Roadmap is a One Way Street", Counterpunch.org, 28 de novembro de 2007
- "Whose Road Map?", Jerusalem Post, 7 de novembro de 2007.
- "A Just Israeli-Palestinian Peace: Towards an Integrated Strategy", MiddleEastWindow.com, 2005.